# Констанцій III
Констанцій III (лат. Flavius Constantius, *?, Наіс (сьогодні Ніш у Сербії) — 2 вересня 421, Равенна) — імператор Гесперійської (Західної Римської) імперії, співправитель Гонорія у 421 році.

## Походження
Констанцій хоча і походив зі сходу імперії, однак по смерті Феодосія Великого разом із magister militum Стіліхоном залишився на заході імперії.
Відзначився під час придушення повстання Костянтина III у 411 році. Наступного року вибив з Італії вестготів.
Перемоги дозволили Констанцію зосередити в своїх руках владу над Гесперією. У 414 його вперше призначили консулом, потім нагородили почесним титулом патриція. У 417 Констанцій одружився із сестрою Гонорія — Ґаллою Плацидією. У 417 та 420 роках знову став консулом.
У 418 році переселив вестготів, в той час вже союзників Риму проти вандалів, аланів та свебів, до південної Галлії.
8 лютого 421 року отримав титул Авґуста та став співправителем Гонорія, домігшись офіційного визнання своєї влади над Гесперією. Однак 2 вересня 421 р. у розпал підготовки походу проти Феодосія II, який відмовлявся визнавати Констанція імператором і називав узурпатором, несподівано помер.